# Св. св. Петър и Павел (Хуши)
Вижте пояснителната страница за други значения на Свети апостоли Петър и Павел.
„Св. св. Петър и Павел“ (на румънски: Biserica "Sf. Apostoli Petru și Pavel" din Huși) е православна църква в Румъния, епископска катедрала на Хуши в периода от 1598 г. до 1946 г. и от 1996 г.
Имението Хуши, откъдето и етимологията, идва от местен болярин с името Хушул, живял през XV век. Семейството на този болярин построява дървена църква за жителите, която просъществува до 1459 г. Тази легенда и в момента е изписана на стените на църквата.
Войводата Йоан Стефан Велики (1457-1504) дава статут на панаир на Хуши, определя границите му и изгражда на мястото княжески двор, в който през 1495 г. издига църква, посветена на Светите апостоли Петър и Павел.